# Potamotherium
Potamotherium — вимерлий рід хижих ссавців з епохи міоцену у Франції та Німеччині. Раніше він був віднесений до родини мустелових, але останні роботи припускають, що він представляє примітивного родича ластоногих.

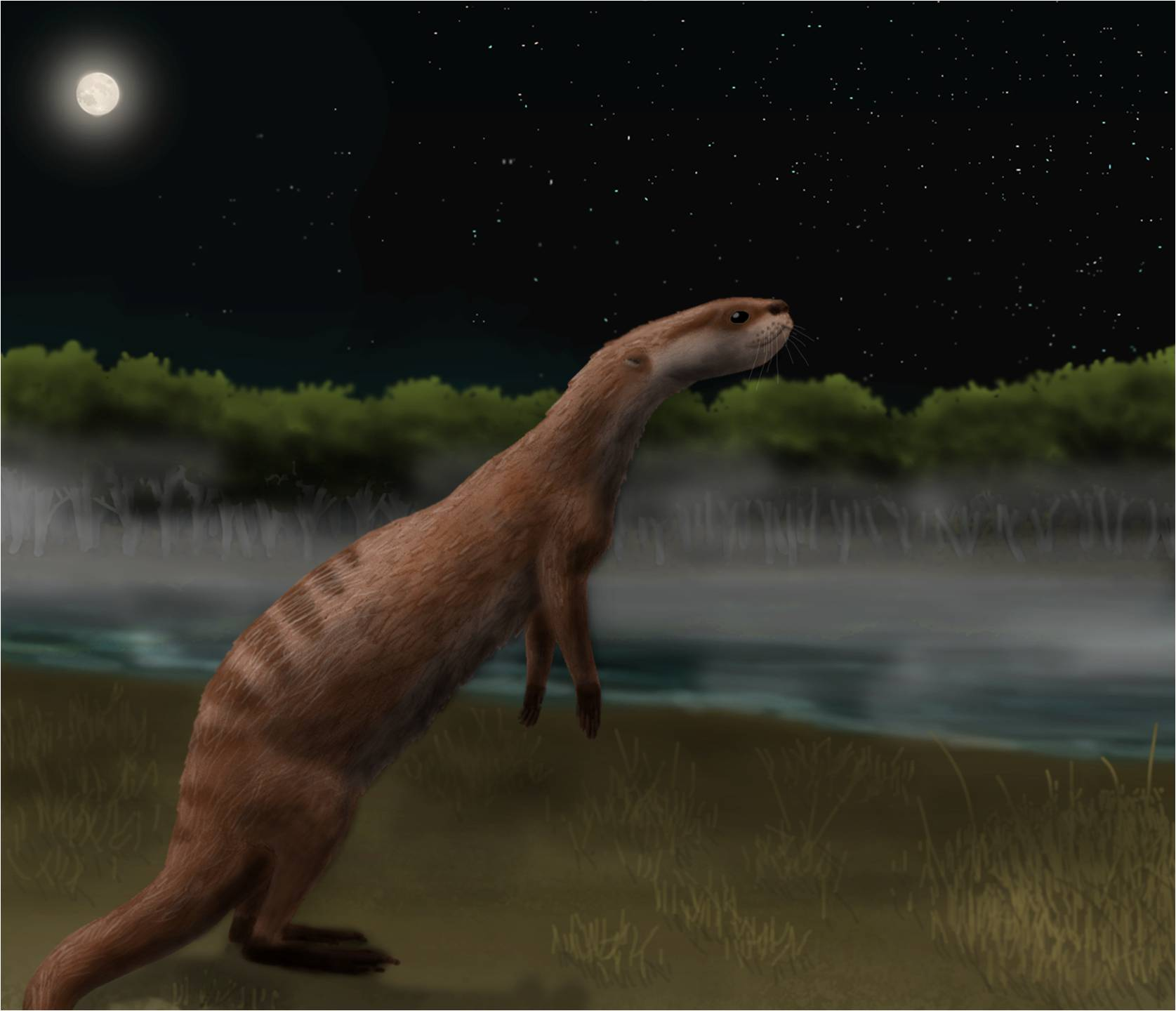
Реконструкція

Знахідки варіюються від середніх широт Європи та Північної Америки, датовані кордоном олігоцену/міоцену і збереглися до кінця міоцену. Кілька дослідників інтерпретували його як базового, неморського предка тюленів і морських левів, що припускає прісноводну фазу в еволюційному переході ластоногих із суші в море. Якщо Potamotherium дійсно був ластоногим, а не мустелою, його родичами, можливо, були ранні ведмеді (чиї предки в той час були маленькими і загалом схожими на ласку).

## Палеоекологія
Фізично Potamotherium нагадував сучасну видру і мав довжину 1,5 метра, з витягнутим, струнким тілом і короткими ногами. З гнучким хребтом і обтічної формою це був, мабуть, непоганий плавець. Аналіз скам’янілостей показує, що Potamotherium мав поганий нюх, але компенсував це хорошим зором і слухом.